# Nicol Ruprecht
Nicol Ruprecht (* 2. Oktober 1992 in Innsbruck) ist eine österreichische ehemalige Rhythmische Sportgymnastin. Von 2013 bis zur Beendigung ihrer Profilaufbahn am 27. Juni 2021 wurde sie 53 Mal Österreichische Staatsmeisterin. 2016 nahm sie für Österreich an den Olympischen Sommerspielen in Rio de Janeiro teil.

## Leben
Nicol Ruprecht nahm als Kind zunächst Ballettunterricht, beim Üben im Garten wurde die Nachbarin, eine Gymnastiklehrerin, auf sie aufmerksam und Nicol Ruprecht kam so zur Rhythmischen Gymnastik. Ab 2005 war sie als Leistungssportlerin aktiv. 2008 nahm sie mit der Gruppe erstmals bei den Europameisterschaften teil, bei denen sie in der Folge 2009 Platz 8, 2011 Platz 6 und 2018 Platz 15 belegte. Bei den Europameisterschaften 2013 erreichte sie im Mannschaftsmehrkampf gemeinsam mit Caroline Weber und Natascha Wegscheider den 7. Platz.
2009 übersiedelte sie mit ihren Eltern und ihren beiden jüngeren der vier Geschwister nach Wien, wo sie seitdem von Luchia Egermann trainiert wurde. 2011 wurde sie erstmals Österreichische Staatsmeisterin, in der Folge wurde sie 2013, 2014, 2016 und 2018 sechsfache sowie 2015 und 2017 fünffache Staatsmeisterin. Bei den World Games 2013 belegte sie Platz neun, bei den Europaspielen 2015 Platz sechs und bei den World Games 2017 den 11. Platz. 2009–2011, 2013–2015 sowie 2017 und 2018 nahm sie außerdem an den Weltmeisterschaften teil, 2015, 2017 und 2018 war sie WM-Mehrkampf-Finalistin. Im September 2018 belegte sie bei der Weltmeisterschaft der Rhythmischen Gymnastik in Sofia im Mehrkampffinale den 20. Platz.
Ab 2015 fand das Training am Gelände der ehemaligen Rosenhügel-Filmstudios statt, später übersiedelte sie mit dem Training in die Südstadt. 2016 nahm sie für Österreich an den Olympischen Sommerspielen in Rio de Janeiro teil, wo sie den 20. Platz belegte.
Nicol Ruprecht ist Sportsoldatin beim Österreichischen Heeressportverband. Im Rahmen der Gymnastik-Europameisterschaft 2019 in Baku wurde sie mit dem Shooting Star Award der Union Européenne de Gymnastique (UEG) ausgezeichnet.
Ursprünglich wollte sie ihre Karriere mit Jahresende 2020 beenden, aufgrund der COVID-19-Pandemie und der Verschiebung der Olympischen Sommerspiele auf 2021 verlängerte sie um ein Jahr. Bei der EM der Rhythmischen Gymnastik in Warna in Bulgarien schaffte sie es im Juni 2021 nicht ins Finale, verpasste damit die Qualifikation für die Olympischen Spiele und beendete damit ihre internationale Karriere. Die nationale Verabschiedung erfolgte mit der Staatsmeisterschaft in Innsbruck am 26. und 27. Juni 2021, bei der sie den insgesamt 53. Staatsmeistertitel holte. Nach Beendigung ihrer Sportlaufbahn absolviert sie eine Ausbildung zur Kindergarten-Pädagogin.

## Auszeichnungen
- 2016: Wiener Sportstars – Sportlerin des Jahres[17][18]
- 2016, 2017 und 2018: Turnsportlerin des Jahres des Österreichischen Fachverbandes für Turnen (ÖFT)[1][19][20]
- 2019: Shooting Star Award der Union Européenne de Gymnastique[10]

## Erfolge (Auswahl)

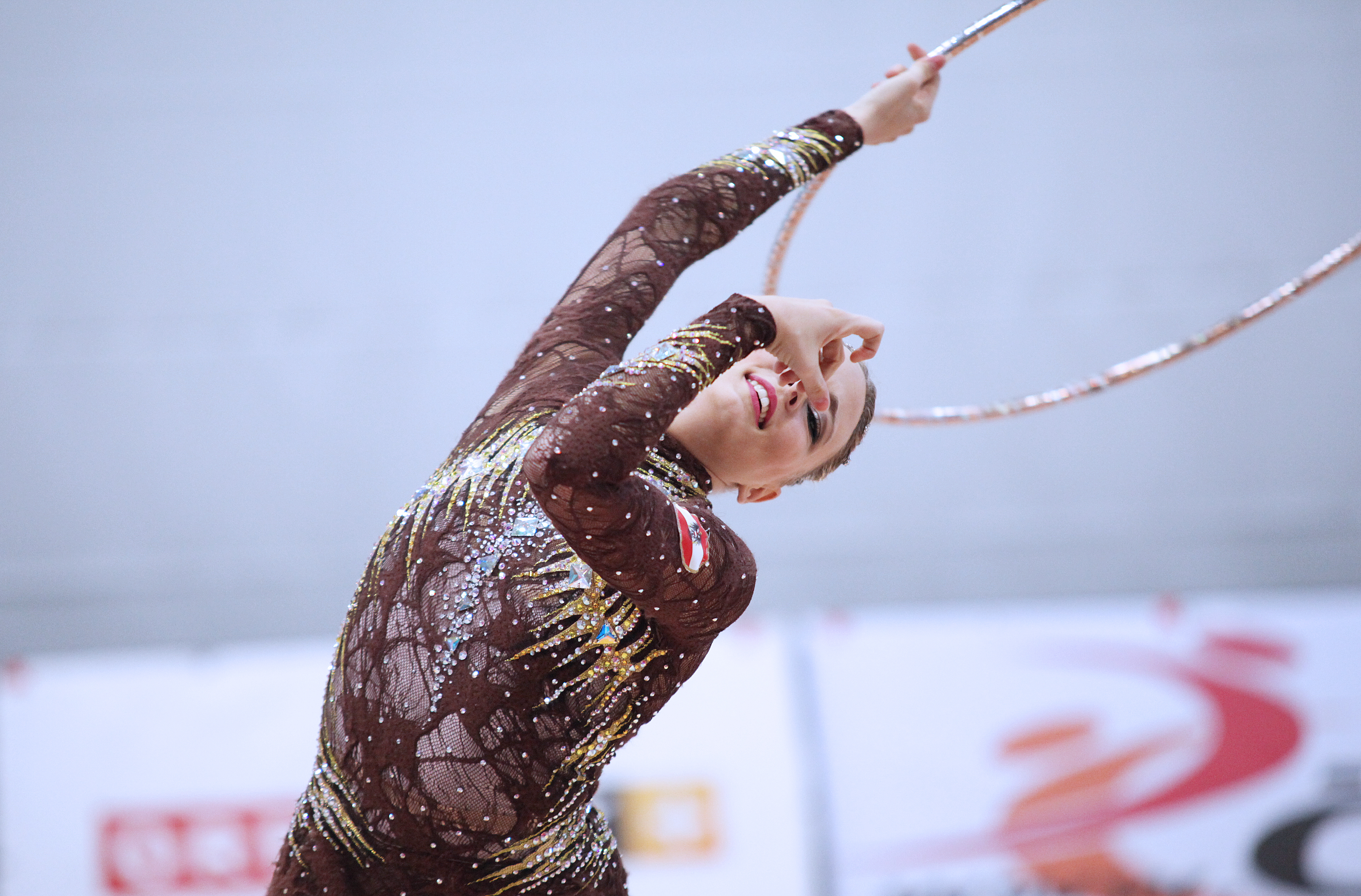
Nicol Ruprecht bei den Österreichischen Staatsmeisterschaften in Rhythmischer Gymnastik 2014

- 2008–2012: 16 × Zweite, 8 × Dritte der Staatsmeisterschaft[1]
- 2009: Europacup-Siegerin in Gent
- 2010: Kalamata Cup 2010 – Platz 21
- 2011: Österreichische Staatsmeisterin
- 2011: Europameisterschaften – Platz 6
- 2012: 2 × Grand-Prix-Bronze (Brünn)
- 2013: 6-fache Österreichische Staatsmeisterin
- 2013: World Games – Platz 9
- 2013: Europameisterschaften – Mannschaftsmehrkampf mit Caroline Weber und Natascha Wegscheider – Platz 7
- 2014: Österreichische Staatsmeisterschaften – 6-fache Staatsmeisterin
- 2014: Grand-Prix-Bronze (Innsbruck)
- 2014: Europameisterschaften – Platz 17
- 2015: Österreichische Staatsmeisterschaften – 5-fache Staatsmeisterin
- 2015: Europaspiele / Rhythmische Sportgymnastik – Platz 6 (Keulen), 11 (Band, Reifen, Mehrkampf), 12 (Ball)
- 2015: Weltmeisterschaften der Rhythmischen Sportgymnastik 2015 – WM-Mehrkampf-Finalistin
- 2016: 6-fache Österreichische Staatsmeisterin
- 2016: Olympische Sommerspiele – Platz 20[3]
- 2017: 5-fache Österreichische Staatsmeisterin
- 2017: World Games – Platz 11
- 2017: Weltcup-Vierte
- 2017: Weltmeisterschaften der Rhythmischen Sportgymnastik 2017 – WM-Mehrkampf-Finalistin
- 2018: Europameisterschaften – Platz 15[5]
- 2018: Weltmeisterschaften der Rhythmischen Sportgymnastik 2018 – WM-Mehrkampf-Finalistin – Platz 20[6]
- 2018: 6-fache Österreichische Staatsmeisterin[21]
- 2019: 6-fache Österreichische Staatsmeisterin[22][23]
- 2019: Europaspiele / Rhythmische Sportgymnastik – Platz 11 (Einzelmehrkampf)[24]
- 2020: 6-fache Österreichische Staatsmeisterin (Mehrkampf, Team, Reifen, Ball, Keulen, Band)[2][25]
- 2021: 5-fache Österreichische Staatsmeisterin (Mehrkampf, Reifen, Ball, Keulen, Band)[13]